# Association sans but lucratif
Pour les articles homonymes, voir association.
Ne doit pas être confondu avec Association à but non lucratif.
 (janvier 2021).
Une association sans but lucratif (ASBL ; en néerlandais : vereniging zonder winstoogmerk, VZW ; en allemand : Vereinigung ohne Gewinnerzielungsabsicht, VoG) est une forme juridique d'association à but non lucratif en Belgique, au Luxembourg et en république démocratique du Congo.

## En Belgique
Une fois constituée, elle jouit de la personnalité juridique. Elle peut employer des bénévoles, appelés dorénavant volontaires en Belgique (ceci assorti d'une série d'obligations dont une couverture d'assurance en responsabilité par l'association).
Les « associations de fait » ne sont pas définies dans la législation belge. Elles ne bénéficient pas de la personnalité juridique. Il n'y a donc pas de distinction entre le patrimoine de la société et celui des associés. Toute association de fait peut se constituer en ASBL en établissant des statuts et en les faisant publier.
Une association sans but lucratif peut être de droit public (par exemple, fondée par une commune ou d'autres instances officielles) comme de droit privé, ce qui ne l'empêche pas d'être d'utilité publique, telles que les universités qui sont formées en tant qu'ASBL.

### Législation
Les ASBL étaient gouvernées à l'origine par la loi du 27 juin 1921, maintes fois modifiée, sur les associations sans but lucratif et les établissements d'utilité publique. Elle fut à l'origine publiée au Moniteur belge du 1er juillet 1921.
Une réforme majeure a été introduite par la loi du 2 mai 2002 relative aux associations sans but lucratif (ASBL), aux associations internationales sans but lucratif (AISBL) et aux fondations (publiée au Moniteur belge du 11 décembre 2002), modifiant fondamentalement la loi de 1921.
Outre l'adjonction dans la loi de 1921 des associations internationales sans but lucratif (AISBL) et des fondations, un des objectifs de la loi du 2 mai 2002 était de dépister les ASBL « dormantes », de même que les fausses ASBL en leur imposant des obligations de publicité légale de leurs actes et de leurs comptes annuels.
Le nouveau code des sociétés et des associations (CSA), belges adopté le 23 mars 2019 (arrêté royal du 29 avril 2019) est applicable également aux ASBL à partir de janvier 2020 et devient une obligation légale à partir du 01 janvier 2024. Il permet à celles-ci d’exercer des activités commerciales illimitées. Les ASBL ne peuvent cependant pas distribuer leurs bénéfices.
Les nouvelles règles imposent aux administrateurs des ASBL une plus grande responsabilité, notamment concernant de possibles fautes dans la gestion de l’ASBL.

### Définitions
Définition donnée dans la Loi de 1921 : association qui « ne se livre pas à des opérations industrielles ou commerciales, ou qui ne cherche pas à procurer à ses membres un gain matériel ».
Définition donnée dans la Loi de 2002 : association qui « ne se livre pas à des opérations industrielles ou commerciales, et qui ne cherche pas à procurer à ses membres un gain matériel ».
Cette modification fondamentale (ou remplacé par et) tend à encourager le développement de l'entrepreneuriat social en permettant à des associations de se livrer à des activités commerciales pour autant que les profits générés soient en tous temps réaffectés à la réalisation du but social défini par les statuts de chaque association.
La Banque nationale de Belgique publie d'ailleurs depuis 2001 un compte satellite des associations, véritable outil de mesure de la production associative au niveau macroéconomique.

### Statuts
Les statuts de l'ASBL doivent décrire :
- les nom, prénom, domicile des fondateurs (ou pour les personnes morales, la dénomination sociale, la forme juridique et l'adresse du siège social) ;
- le nom de l'ASBL, son siège social, et l'indication de l'arrondissement judiciaire dont elle dépend ;
- les buts de l'ASBL ;
- le nombre de membres (trois au minimum), porté à deux dans la loi de 2019 ;
- les conditions et formalités d'entrée et de sortie des membres ;
- le rôle et le fonctionnement de l'assemblée générale ;
- le montant maximum des cotisations ;
- la destination du patrimoine de l'association en cas de dissolution ;
- et éventuellement la durée de l'association si elle est temporaire.

Ces statuts sont constatés par acte authentique ou sous seing privé en deux originaux.
Les statuts peuvent également prévoir des (membres) « adhérents », à distinguer des « membres » (effectifs).
La loi sur les ASBL, telle que modifiée par celle du 2 mai 2005, distingue explicitement ces deux catégories qu'on appelle communément « affiliés ». Les ASBL n'ont donc pas l'obligation d'avoir des (membres) adhérents. Toutefois, si les statuts en prévoient, ils doivent préciser leurs droits et obligations. Les (membres) « adhérents » sont considérés que comme « tiers » à l'association, comme n'importe quelle personne physique ou morale étrangère à l'ASBL. Ils n'ont d'autres droits que ceux que les statuts leur accordent.

### Publication
Pour donner la personnalité juridique à l'association, il faut déposer au greffe du tribunal de l'entreprise de l'arrondissement judiciaire où l'association a son siège social :
- les statuts décrits ci-dessus ;
- les actes relatifs à la nomination des administrateurs. Ces actes décrivent l'étendue des pouvoirs des administrateurs et la manière de les exercer (individuellement, conjointement ou en collège).

Des extraits de ces documents seront par ailleurs publiés dans les annexes du Moniteur belge aux frais de l'association.
Le greffe doit être informé de l'évolution de l'ASBL. Il maintient un dossier pour chaque association avec les éléments suivants :
- les statuts ;
- les actes relatifs à la nomination des administrateurs, des personnes déléguées à la gestion journalière, des personnes représentant l'association, et des commissaires ;
- une copie du registre des membres ;
- les décisions relatives à la dissolution de l'ASBL ;
- les comptes annuels.

Toute personne peut prendre connaissance de ce dossier auprès du greffe du tribunal de l'entreprise, et en demander une copie. D'autre part, certaines évolutions de ce dossier doivent être publiées au Moniteur belge, et sont accessibles en ligne dans la base de données du Moniteur belge,.
Par contre, hormis les pouvoirs publics intéressés (administrations sociale et fiscale) seuls les membres ont le droit (disposition légale impérative) de prendre connaissance, au siège de l'association, de tous documents sociaux de l'ASBL.
Cette dernière a donc un intérêt majeur à fixer, dans ses statuts, les modalités quant à l'usage qui peut être fait par ses membres des données sensibles (personnelles ou autres), par exemple en stipulant que les documents ne peuvent être emportés, qu'un administrateur doit être présent lors de la consultation, sous réserve d'inventaire des pièces consultées, qu'aucune copie de données sensibles ne soit faite, et de stipuler dans les statuts que les responsabilités civiles et pénales sont engagées pour les membres abusant des données dont il aurait pris connaissance à dessein de nuire.

### Assemblée générale
L'assemblée générale réunit les membres pour approuver les décisions qui tombent dans les catégories suivantes :
- les modifications de statuts ;
- la nomination et la révocation des administrateurs ;
- la nomination et la révocation des commissaires, et la fixation de leur rémunération le cas échéant ;
- la décharge à octroyer aux administrateurs et commissaires ;
- l'approbation des budgets et des comptes ;
- la dissolution de l'association ;
- l'exclusion d'un membre ;
- la transformation de l'ASBL en société commerciale ou en société à finalité sociale ;
- tous les autres cas spécifiés de façon particulière dans les statuts.

Les points à approuver doivent être communiqués aux membres lors de leur convocation.

### Conseil d'administration
Le conseil d'administration est constitué d'au moins trois administrateurs (ou deux si l'association n'a que trois membres). Il a tous les pouvoirs à l'exception de ceux réservés à l'assemblée générale (par la loi ou par les statuts de l'association). Il a l'obligation de conserver le registre des membres et de soumettre chaque année les comptes à l'approbation de l'assemblée générale.

### Comptabilité
Les petites ASBL tiennent une comptabilité simplifiée : compte des recettes et des dépenses.
Elles sont tenues à une comptabilité complète si elles remplissent deux des trois conditions suivantes :
- au moins cinq travailleurs équivalents temps-plein ;
- plus de 250 000 € de recettes hors taxes (recettes exceptionnelles exclues) ;
- plus de 1 000 000 € au bilan.

Cette comptabilité doit être contrôlée par au moins un commissaire lorsqu'elle occupe en moyenne plus de cent travailleurs, ou qu'elle remplit deux des trois conditions suivantes :
- au moins cinquante travailleurs équivalents temps-plein ;
- 6 250 000 € de recettes hors taxes (recettes exceptionnelles exclues) ;
- plus de 3 125 000 € au bilan.

## En RDC
La loi sur les ASBL en République démocratique du Congo est une réplique, à quelques adaptations près, de l'ancienne loi belge à ce propos. Elle n'a pas formellement évolué et il n'existe pas une comptabilité générale particulière propre aux Associations, en matière de TVA ou de déductibilité d'impôts en contrepartie de cotisations.

## Équivalents dans d'autres pays

### Appellations francophones
- France : association loi de 1901 ;
- Québec : organisme sans but lucratif (OSBL) ;
- Suisse : association sans but économique.

### Appellations en langues étrangères
- En anglais : Non-profit organisation ou Not for Profit Organisation (NPO).